# Erzebach (Hof)
Erzebach, auch Hof Erzebach genannt, ist ein Weiler in der Gemarkung von Obergeis, einem Ortsteil der Gemeinde Neuenstein im osthessischen Landkreis Hersfeld-Rotenburg.
Die kleine, aus einem Einzelhof hervorgegangene Siedlung besteht aus vier Wohnhäusern, von denen drei noch bewohnt sind. Sie liegt etwa 2,5 Kilometer südwestlich des Ortskerns von Obergeis auf 364 m Höhe im Tal des Erzebachs, etwa 100 m südlich des Baches an der Erzebacher Straße, die von Obergeis – die Bundesautobahn 7 und das Nordportal des Kalter-Sand-Tunnels der ICE-Strecke Hannover–Würzburg überquerend – im Tal des Erzebachs bis zum Weiler Erzebach verläuft.
Der Hof Erzebach wurde 1462 erstmals urkundlich erwähnt und war Besitz der Abtei Hersfeld, die am und um den nahen Eisenberg (635,5 m ü. NHN) Eisenerz abbauen und verarbeiten ließ. Etwa 200 m nordwestlich, am nördlichen Bachufer, befindet sich die Stelle einer 1483 erstmals erwähnten ehemaligen Eisenhütte (⊙), deren Betrieb aber wohl bereits um 1530 eingestellt wurde. Dem Erzbergbau verdanken der Bach und der Hof ihre Namen.
Koordinaten: 50° 54′ N, 9° 34′ O